# Ayside Pool
Der Ayside Pool ist ein Wasserlauf im Lake District, Cumbria, England.
Der Ayside Pool entsteht südlich von Staveley-in-Cartmel und fließt in südlicher Richtung bis zu seiner Mündung in den River Eea am nördlichen Rand von Cartmel.